# Hrabstwo Lanark
Hrabstwo Lanark (ang. Lanark County) – jednostka administracyjna kanadyjskiej prowincji Ontario leżąca na południu prowincji.
Hrabstwo ma 63 785 mieszkańców. Język angielski jest językiem ojczystym dla 92,1%, francuski dla 3,8% mieszkańców (2006).
W skład hrabstwa wchodzą:
- kanton Beckwith
- miasto (town) Carleton Place
- kanton Drummond-North Elmsley
- kanton Lanark Highlands
- miasto (town) Mississippi Mills
- kanton Montague
- miasto (town) Perth
- kanton Tay Valley

Na potrzeby statystyk miasto (town) Smiths Falls wliczane jest do hrabstwa Lanark, nie jest jednak przez nie zarządzane.